# Casper (film)
Casper är en amerikansk fantasy-komedifilm från 1995 i regi av Brad Silberling. Filmen är baserad på Harvey Comics seriefigur, det vänliga spöket Casper, skapad av Seymour Reit och Joe Oriolo. Filmen använde datoranimering för att skapa Casper och de andra spökena. Filmen är mörkare i tonen i jämförelse med de andra filmerna och serierna om det lilla spöket.

## Handling
En paranormal expert och hans dotter flyttar in i ett övergivet hus som befolkas av tre busiga spöken och ett vänligt.

## Rollista
| Roll                            | Skådespelare           | Svensk röst            |
| ------------------------------- | ---------------------- | ---------------------- |
| Casper                          | Malachi Pearson (röst) | Leo Hallerstam         |
| Kathleen "Kat" Harvey           | Christina Ricci        | Eleonor Telcs-Lundberg |
| Dr. James Harvey                | Bill Pullman           | Mattias Knave          |
| Catherine "Carrigan" Crittenden | Cathy Moriarty         | Annica Smedius         |
| Paul "Dibs" Plutzker            | Eric Idle              | Staffan Hallerstam     |
| Rugg                            | Ben Stein              |                        |
| Stretch                         | Joe Nipote (röst)      | Johan Hedenberg        |
| Stinkie                         | Joe Alaskey (röst)     | Peter Jöback           |
| Fatso                           | Brad Garrett (röst)    | Per Sandborgh          |
| Amelia Harvey                   | Amy Brenneman          | Annelie Berg           |
| Casper som människa             | Devon Sawa             | Leo Hallerstam         |
| Amber Whitmire                  | Jessica Wesson         |                        |

### Cameos
- Dan Aykroyd som Ray Stantz
- Clint Eastwood
- Rodney Dangerfield
- Mel Gibson
- Fred Rogers